# Pont (mitologija)
Pont (grč. Πόντος, Póntos) u grčkoj mitologiji primordijalno je božanstvo, bog mora, Gejin sin.

## Etimologija
Pontovo grčko ime znači "more" (isprva u grčkom bilo koje otvoreno more), a izvedeno je od ie. korijena *ponth2- te je srodno s i grč. pátos = "put", zatim s lat. pons, pontis = "most", stsl. pǫtь (> hrv. put), skr. panthah = "put" te engl. find i njem. finden.

## Karakteristike
Na rimskom mozaiku je Pont prikazan kao divovska bradata glava koja izlazi iz mora te kao takav liči Posejdonu.  

## Mitologija
Ponta je, prema Heziodu, Geja, Majka Zemlja, sama rodila, bez para. Geja mu je bila i majka i žena, a s njom je imao morska božanstva – Nereja, Taumanta, Forka i Ketu te Euribiju. Pontov brat, bivši Gejin muž, je Uran, Otac Nebo. Prema Higinu, Pontov je otac Eter.
S Talasom bio je otac Telhina i riba. Posejdon i Amfitrita bili su antropomorfizirani bogovi kao ekvivalenti Pontu i Talasi. U kasnijim klasičnim vremenima, Talasini i Pontovi pandani bili su i Titani Okean i Tetija.

## Vanjske poveznice
- Pont u klasičnoj literaturi i umjetnosti (engl.)